# Xeresa
Xeresa és un municipi del País Valencià situat a la comarca de la Safor.
La seua activitat econòmica se centra sobretot en la indústria tarongera. Al seu terme hi ha el Mondúber (841 m. d'altitud).

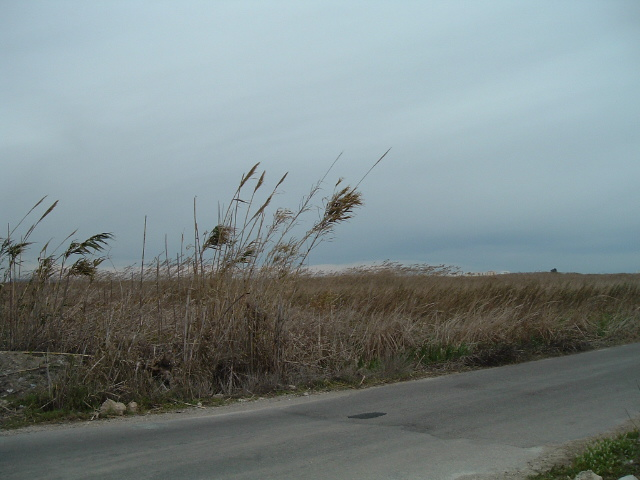
Part baixa de la marjal de Xeresa, conservada i amb protecció legal. Al fons, edificacions de la Platja de Xeraco, a la partida de les Marines.

## Geografia
El terme de Xeresa està situat a la banda septentrional de la Safor. El seu terme és predominantment muntanyós amb plecs d'orientació est-oest. Les serres de Xeresa, com a part del massís del Mondúber, són a la transició entre els grans sistemes muntanyosos Ibèric i Bètic. Les formacions càrstiques són nombroses i significatives.
El terme de Xeresa fita amb Simat, Benifairó de la Valldigna i Xeraco per Tramuntana. Fita amb Barx per Ponent, i amb Gandia pel Migjorn i per Llevant. L'accés al nucli urbà més directe és per la carretera N-332 o per l'AP-7, sent esta una de les dos eixides de l'Autopista del Mediterrani a la comarca de la Safor.

## Història
En temps de la conquesta cristiana era una alqueria àrab, les cases i terres de la qual, van ser repartides per en Jaume I a Jaume Palau, passant després a la família Almúnia, fins que va ser comprada pel Ducat de Gandia en 1487. Depengué eclesiàsticament de Gandia fins al 1535 per erigir-se en rectoria de morescos, i posteriorment se li annexionà Xeresa. El 1609 la seua població era de 100 focs, que quedaren deshabitats amb l'expulsió dels moriscos. La seua repoblació va començar el 1611, i el 1646 comptava amb només 25 cases. La població va créixer ràpidament en la primera meitat del segle xx, per a aturar-se després. Entre 1953 i 1957 es va procedir a l'arranjament i cobriment del barranc de Xeresa al seu pas pel nucli urbà.

## Clima
El clima és mediterrani, amb hiverns suaus i estius calorosos.

## Cultura
La població compta amb una banda de música pertanyent a la "Societat Instructiva Unió Musical de Xeresa", fundada l'any 1909.
El Club d'Esports de Muntanya CEM Corresendes de Xeresa.
El grup de balls populars El racó de la Ferradura.
La penya de dolçaina i tabal La Penya roja.
El Club Muntanyer i Espeleològic de Xeresa, té una trajectòria d'estudi i divulgació de les cavitats naturals i senders de la Safor i més enllà.
Centre d'Estudis i Investigacions Xeresans (CEIX). L'associació inicià la seua tasca en gener de 2000. La seua primera finalitat és la defensa i conservació del patrimoni cultural, històric, arquitectònic, mediambiental i social de Xeresa.

## Economia
El predomini del sector agrícola ja no és tan important des de la dècada dels vuitanta del segle passat. El sector agroindustrial, concretat en el tractament, magatzematge i transport de cítrics, continua sent important en l'economia xeresera. Però des de l'any 2002, quan s'executa el projecte de creació d'un polígon industrial, l'administració local intenta diversificar el tipus d'empresa i ampliar-ne el nombre.

## Política i govern

### Composició de la Corporació Municipal
El Ple de l'Ajuntament està format per 11 regidors. En les eleccions municipals de 26 de maig de 2019 foren elegits 7 regidors de Compromís per Xeresa (Compromís) i 4 del Partit Popular (PP).
| Eleccions municipals de 26 de maig de 2019 - Xeresa                                                                            |                                     |                                     |                                     |        |          |          |
| Candidatura | Candidatura                         | Candidatura                         | Cap de llista                       | Vots   | Vots     | Regidors |
| | Compromís per Xeresa                |                                     | Ana Isabel Peiró Canet              | 809    | 62,47%   | 7 ()     |
| | Partit Popular                      |                                     | Antonio Roselló Chulià              | 415    | 32,05%   | 4 ()     |
| | Altres candidatures                 |                                     |                                     | 62     | 4,79%    | 0        |
| | Vots en blanc                       |                                     |                                     | 9      | 0,69%    |          |
| Total vots vàlids i regidors                                                                                                   | Total vots vàlids i regidors        | Total vots vàlids i regidors        | Total vots vàlids i regidors        | 1.295  | 100 %    | 11       |
| | Vots nuls                           | Vots nuls                           | Vots nuls                           | 25     | 1,89%    |          |
| Participació (vots vàlids més nuls)                                                                                            | Participació (vots vàlids més nuls) | Participació (vots vàlids més nuls) | Participació (vots vàlids més nuls) | 1.320  | 79,23%** |          |
| Abstenció | Abstenció                           | Abstenció                           | Abstenció                           | 346*   | 20,77%** |          |
| Total cens electoral | Total cens electoral                | Total cens electoral                | Total cens electoral                | 1.666* | 100 %**  |          |
| Alcaldessa: Ana Isabel Peiró Canet (Compromís) (15/06/2019) Per majoria absoluta dels vots dels regidors (7 vots de Compromís) |                                     |                                     |                                     |        |          |          |
| Fonts: JEC, JEZ Gandia, M. Interior, Periòdic Ara. (* No són vots sinó electors. ** Percentatge respecte del cens electoral.)  |                                     |                                     |                                     |        |          |          |

### Alcaldes
Des de 2019 l'alcaldessa de Xeresa és Ana Isabel Peiró Canet de Compromís per Xeresa (Compromís).
| Període                       | Alcalde o alcaldessa                                                  | Partit polític | Data de possessió                | Observacions         |
| ----------------------------- | --------------------------------------------------------------------- | -------------- | -------------------------------- | -------------------- |
| 1979–1983                     | Josep Peiró Chulià                                                    | AV             | 19/04/1979                       | --                   |
| 1983–1987                     | Josep Peiró Chulià                                                    | PSPV-PSOE      | 28/05/1983                       | --                   |
| 1987–1991                     | Antoni Vicent Moscardó Mascarell                                      | PSPV-PSOE      | 30/06/1987                       | --                   |
| 1991–1995                     | Antoni Vicent Moscardó Mascarell                                      | PSPV-PSOE      | 15/06/1991                       | --                   |
| 1995–1999                     | Cipriano Fluixà Castelló                                              | UV-CCV         | 17/06/1995                       | --                   |
| 1999–2003                     | Cipriano Fluixà Castelló                                              | UV             | 03/07/1999                       | --                   |
| 2003–2007                     | Cipriano Fluixà Castelló José Ferragud Bou Rosa Maria Cardona Aparisi | PP             | 14/06/2003 10/02/2005 24/10/2006 | Dimissió/renúncia -- |
| 2007–2011                     | Tomàs Ferrandis Moscardó                                              | Bloc           | 16/06/2007                       | --                   |
| 2011–2015                     | Tomàs Ferrandis Moscardó                                              | Bloc-Compromís | 11/06/2011                       | --                   |
| 2015–2019                     | Tomàs Ferrandis Moscardó                                              | Compromís      | 13/06/2015                       | --                   |
| 2019-2023                     | Ana Isabel Peiró Canet                                                | Compromís      | 15/06/2019                       | --                   |
| Des de 2023                   | n/d                                                                   | n/d            | 17/06/2023                       | --                   |
| Fonts: Generalitat Valenciana |                                                                       |                |                                  |                      |